# World Football League
World Football League (WFL) byla profesionální liga amerického fotbalu, která fungovala krátce v letech 1974-75. Přestože liga měla v plánu rozšířit americký fotbal celosvětově (stejně jako WLAF, která byla založena zámořskou ligou NFL v roce 1991), nejvzdálenější tým byl z Havaje. Ligu tvořilo 13 týmů, poslední vítěz této ligy byl tým Birmingham Americans, který porazil Florida Blazers 22:21. Finále ligy neslo název World Bowl, který o něco později převzala WLAF.